# 七大爷府祥大爷府
七大爷府祥大爷府，位于中国吉林省前郭县哈拉毛都镇内，为一个省级文物保护单位，类型为古建筑，公布时间为2007年5月31日。该文物保护单位由前郭县文管所管理。
七大爷府祥大爷府的历史年代为清代。